# Unidade militar
Uma unidade militar é uma organização que integra a estrutura operacional ou administrativa das forças armadas. As unidades militares são ocasionalmente também referidas como "unidades orgânicas" ou "corpos militares". O ramo da ciência militar que estuda a organização das unidades militares é conhecido como "orgânica".
Todas as forças armadas têm que operar de modo a nunca perder o controlo sobre as ações levadas a cabo pelos seus componentes orgânicos. Assim, para existir uma maior flexibilidade de ação, cada força armada é dividida num determinado número de unidades que podem operar com um certo grau de autonomia, o que permite que os objetivos táticos possam ser atingidos mais facilmente do que seriam através de um único controlo centralizado. Cada unidade militar, por sua vez subdivide-se em unidades militares menores designadas "subunidades". O nível — em termos de dimensão e de graduação do militar que a comanda — de cada unidade é designado "escalão". Cada unidade militar serve portanto de ligação entre a unidade de escalão imediatamente superior da qual depende e as suas subunidades. Quanto menor é o escalão de cada unidade, menores são as suas capacidades operacionais.
Em sentido lato, o termo "unidade militar" aplica-se a unidades terrestres, navais ou aéreas, de todos os escalões. Contudo, em sentido restrito, o termo pode referir-se apenas às unidades terrestres, sendo as navais e aéreas referidas, respetivamente, como forças navais e unidades aéreas. Em algumas forças armadas, o termo "unidade" pode também ser usado em sentido restrito para se referir apenas às unidades militares que formam a base da sua organização territorial e administrativa.
No Brasil, quando se fala de Unidade, é a referência para o escalão Batalhão (Infantaria e outras), Regimento (Cavalaria) ou Grupo (Artilharia).

## Escalões das unidades nos exércitos modernos
Tradicionalmente, as unidades militares terrestres dividem-se em grandes unidades, unidades e subunidades, sendo as primeiras de comando de oficial general e as restantes de comando de militar de posto inferior. Nas grandes unidades incluem-se normalmente as unidades dos escalões grupo de exércitos, exército, corpo de exército, divisão e brigada. Nas unidades incluem-se as unidades de escalão regimento, batalhão e grupo. As subunidades são as companhias, constituídas por pelotões, bem como por frações menores. Em algumas armas, as subunidades têm designações especiais, como são o caso das de escalão companhia da artilharia e da cavalaria, tradicionalmente designadas, respetivamente, "baterias" e "esquadrões".
Os teatros de operações não são normalmente considerados unidades militares, mas sim grandes comandos territoriais responsáveis pela totalidade das forças a operar numa determinada área, as quais podem variar significativamente em termos de número de efetivos. Os grupos de exércitos e os exércitos são grandes unidades, cuja força também pode variar significativamente conforme as forças armadas que integram.
Nesta hierarquia de unidades militares, podem ser saltados escalões intermediários. Isso acontece, por exemplo, na maioria dos exércitos da OTAN em que a brigada se subdivide diretamente em batalhões, sem existir o escalão regimento e acontecia nos exércitos da Segunda Guerra Mundial e do ex-Pacto de Varsóvia em que a divisão se dividia diretamente em regimentos sem existir o escalão brigada.
| Símbolo | Designação                       | Efetivo         | Subunidades                            | Posto do comandante                                                           |
| ------- | -------------------------------- | --------------- | -------------------------------------- | ----------------------------------------------------------------------------- |
| XXXXXX  | Teatro de operações              | 1 000 000+      | 4+ grupos de exércitos                 | Marechal-general, generalíssimo ou general do Exército                        |
| XXXXX   | Grupo de exércitos               | 250 000+        | 2+ exércitos                           | Marechal ou coronel-general                                                   |
| XXXX    | Exército                         | 60 000–100 000+ | 2–4 corpos de exército                 | General ou general de exército                                                |
| XXX     | Corpo de exército                | 30 000–80 000   | 2+ divisões                            | General, general de exército, general de corpo de exército ou tenente-general |
| XX      | Divisão                          | 10 000–20 000   | 2–4 brigadas ou regimentos             | General, tenente-general, general de divisão ou major-general                 |
| X       | Brigada                          | 2 000–5 000     | 2+ regimentos ou 3+ batalhões          | Major-general, general de brigada, brigadeiro-general ou brigadeiro           |
| III     | Regimento                        | 2 000–3 000     | 2+ batalhões                           | Coronel                                                                       |
| II      | Batalhão ou grupo                | 300–1 000       | 2–6 companhias, baterias ou esquadrões | Tenente-coronel ou major                                                      |
| I       | Companhia, bateria ou esquadrão  | 70–250          | 2–8 pelotões                           | Major ou capitão                                                              |
| •••     | Pelotão                          | 25–60           | 2+ secções                             | Tenente, primeiro-tenente, segundo-tenente, alferes ou sargento               |
| ••      | Secção/seção ou grupo de combate | 8–12            | 2+ esquadras                           | Sargento ou furriel                                                           |
| •       | Esquadra                         | 8–16            | 2+ equipe                              | Sargento, furriel ou cabo                                                     |
| Ø       | Equipe                           | 2–5             | Não tem                                | Sargento, furriel, cabo ou soldado                                            |

## Origem das unidades militares
As origens das unidades militares perdem-se no início da história.
Nos Reinos Bárbaros, os guerreiros aparecem como estando agrupados por país de origem. As unidades militares ali referidas constituem múltiplos grupos de guerreiros que combatem em conjunto, sendo portanto diferentes das unidades orgânicas atuais. 
O exército do antigo Egipto estava já organizado em grandes e complexas unidades no século XIII a.C. Na Batalha de Kadesh, o facto da Divisão Ra ter colapsado sem afetar o resto do exército egípcio prova que as suas grandes unidades podiam operar de forma independente, demonstrando a existência já nessa altura de uma organização militar complexa em campanha.
No Extremo Oriente, a divisão dos exércitos em unidades menores é já referida por Sun Tzu no século VI a.C., o que pode ser considerado como uma prática em uso nos estados chineses da época. Sun Pin — que viveu no século seguinte — refere a existência de vários tipos de unidades diferentes, cada uma destinada a desempenhar uma função específica.

## Unidades militares na época clássica

### Mundo grego

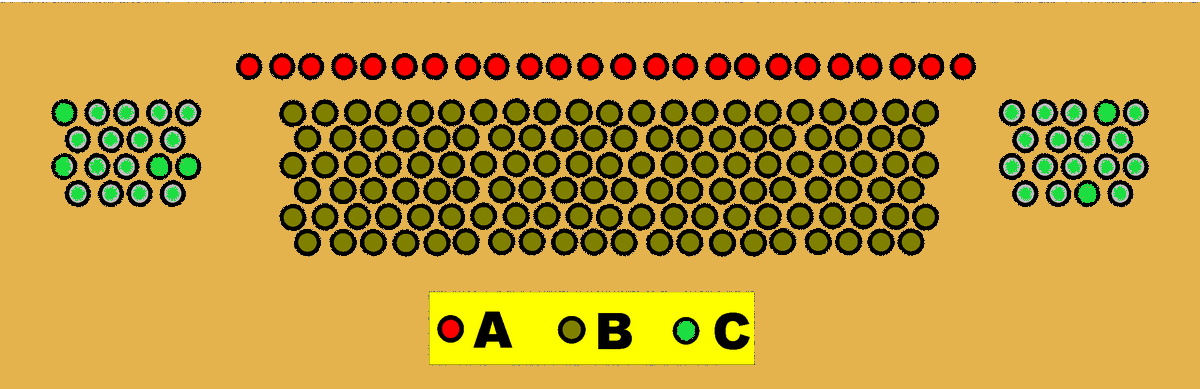
Formação típica de uma falange hoplita, incluindo os peltastas (A), os hoplitas (B) e a cavalaria (C).

A primeira unidade militar organizada de que há notícia no Ocidente nos tempos clássicos é a falange hoplita das cidades-estado da Grécia antiga. A falange subdividia-se unidades menores que, em Esparta, eram a enomoto — composta por 23 hoplitas — e a lóchos. Quatro enomotíae formavam uma lóchos que se dispunha em oito linhas. Na época de Xenofonte, cada lóchoi passou a ser composta por 144 homens, com cada quatro lóchoi a formarem uma mora. A totalidade do exército de Esparta era formado por seis morae ou seja, cerca de 3600 hoplitas. É precisamente com o surgimento da falange hoplita que nasceu o conceito de unidade militar (táxis), no qual cada componente tem uma função relacionada com o tipo de soldado que a integra (eutaxía). Após a Guerra do Peloponeso, nos flancos e na retaguarda da falange hoplita aparecem unidades de cavalaria e de infantaria ligeira (peltastai).
Com algumas excepções como a Batalha de Leuctra, o choque entre falanges resumia-se a empurrões entre as primeiras linhas dos contendores, sendo que as linhas posteriores não dispunham de armas capazes de atingir o inimigo (a arma do hoplita era uma lança com apenas 2 m de comprimento). A Macedónia dotou os seus soldados de uma lança muito mais longa, de modo a que mesmo as linhas atrás das duas ou três primeiras pudessem atingir o inimigo. A nova lança (sarissa) tinha cerca de 6 m de comprimento e não podia ser segura com apenas uma mão, o que obrigou à redução do peso do escudo e da proteção geral de cada soldado. A falange hoplita deu assim lugar à falange macedónica. A táxis — unidade básica de infantaria com doze linhas de guerreiros — era uma máquina perfeita na defensiva capaz de quebrar qualquer ataque frontal, mas na ofensiva era lenta e extremamente vulnerável nos flancos o que obrigou à criação, no flanco dos táxis, de unidades de infantaria ligeira (hypastài) e de cavalaria (hetàiroi) que atacassem os flancos do inimigo e o empurrassem para as lanças da infantaria pesada. Por sua vez, a táxis dividia-se em subunidades (decharchia, lóchos e pentacosiarchia) com funções mais administrativas do que táticas. Desta forma, a falange tornou-se na primeira unidade de armas combinadas a aparecer nos exércitos ocidentais, com uma proporção entre infantaria e cavalaria de aproximadamente 2 para 1 na época de Alexandre Magno. Estas características tornaram a falange macedónica na unidade militar mais avançada da época, sendo praticamente invencível nas planícies da Ásia Menor. No reinado dos diádocos, a falange evoluiu organicamente com a introdução de unidades de cavalaria ligeira e até de elefantes, mas o seu emprego tático não foi tão brilhante como originalmente, resumindo-se progressivamente a simples choques frontais entre táxis, com um aumento progressivo da relação da infantaria em relação à cavalaria.

### Império Romano
Enquanto no Mediterrâneo oriental as unidades militares evoluíram segundo aqueles canónes, na Península Italiana, a evolução ocorria sob o impulso de Roma. Nas Guerras Samnitas, os romanos tinham já apreciado a facilidade com a qual os Samnitas foram capazes de se organizar em terrenos difíceis, graças à sua capacidade de operar pequenas unidades independentes, como no famoso episódio da Batalha das Forcas Caudinas onde os romanos sofreram uma pesada derrota em virtude da maior flexibilidade das unidades samnitas. A necessidade de operar com formações menos cerradas que as das falanges, forçou os romanos a alterar a estrutura do seu Exército, organizando-o em legiões de cerca de 4 000 homens, divididas em quatro linhas, das quais as primeiras três já não estavam armadas com uma longa lança, mas sim com um dardo (pilo) que era lançado na primeira fase do combate e com uma espada (gládio) para as fase seguinte em que se combatia corpo a corpo. Somente a quarta linha (triários, com cerca de 1200 soldados) se manteve armada com lança, sendo utilizada como reserva tática para romper definitivamente a frente inimiga ou como cobertura em caso de retirada da legião. Assim, na legião inicial da República Romana, menos de um terço dos soldados estava armado de pique, estando a maioria deles armado apenas de gládio e dardo ligeiro (vélites) ou de gládio e pilo (hastados e príncipes). O facto revolucionário em tudo isto foi a divisão de todos os escalões de infantaria pesada em dez manípulos, que dispondo-se em quincôncio, permitia um apoio recíproco, fazendo avançar e retroceder hastados e príncipes à medida das necessidades táticas. A legião, enquanto grande unidade de armas combinadas, dispunham já de um contingente de cavalaria (alas) e contingentes especializados de aliados (sócios).

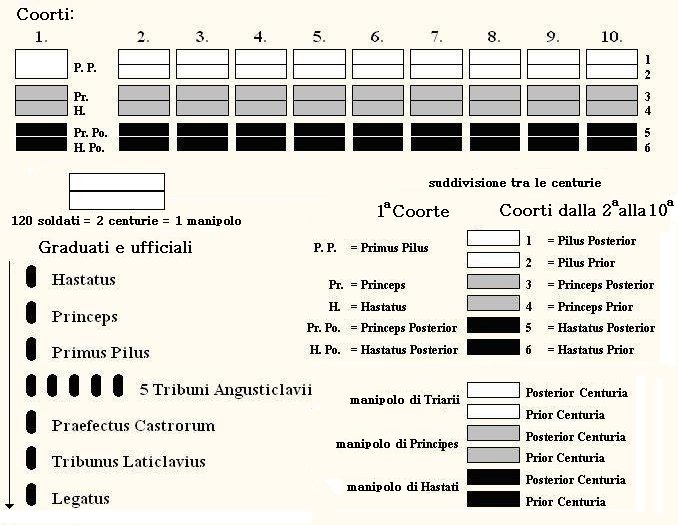
Estrutura da legião romana, por volta do século I a.C.

Na realidade, a legião foi sofrendo uma evolução contínua, passando da organização acima descrita — usada até à Batalha de Canas — até a uma organização concebida por Cipião, o Africano, na qual, apesar de se manter a mesma orgânica, as três linhas (hastados, príncipes e triários) operavam como subunidades independentes, permitindo ações nos flancos inimigos por parte dos príncipes e triários, enquanto que a sua frente era bloqueada pelos hastados. Forma estas inovações táticas que permitiram às legiões recuperar na Segunda Guerra Púnica e obterem a vitória final contra Cartago. No plano do armamento, esta modificação tática e orgânica levou ao abandono do pique por parte dos triários, que passaram a ter maiores funções de combate em ordem cerrada. Na mesma altura, foi realizada uma modificação orgânica na legião, com a introdução da coorte, uma unidade intermédia entre a legião e o manípulo, cada qual agrupando três manípulos das três diferentes ordens (hastados, príncipes e triários). Inicialmente, a coorte utilizou os triários (ainda armados de pique) na primeira linha, de modo a criar uma formação compacta armada com armas longas e espadas que se pudessem opôr ao ímpeto dos guerreiros celtiberos e lusitanos que tinham criado inúmeras dificuldades às forças regulares romanas na Ibéria.
No início do Império, a legião foi reforçada com armas neurobalísticas, sendo também aumentada a componente de cavalaria (sempre bastante reduzida na era republicana), tornando-a numa verdadeira unidade independente capaz que conduzir operações de sítio sem apoio exterior. Com o Império tardio, a legião no Ocidente passa a estar dividida em vexillationes destinadas apenas a guarnecer postos locais e, no final do Império era praticamente equiparável às unidades bárbaras contra as quais deveria combater. No Oriente, a evolução da legião levou ao aumento contínuo do contingente de cavalaria, mais em termos do peso do seu emprego tático do que em termos numéricos.
No século III, o imperador Galiano adotou, em vez da defesa estática linear, uma defesa em profundidade que obrigava à presença de forças móveis destinadas a intervir nos pontos onde a linha principal de resistência fosse rompida pelo inimigo. O exército imperial passou a dividir-se entre as vexillationes de infantaria que deveriam defender as linhas de resistência e as suas fortificações e um corpo de cavalaria (comitato) que atuava como unidade de escol do imperador para intervir onde fosse necessário deter as forças inimigas que pudessem ter ultrapassado as linhas. Inicialmente, o comitato era uma unidade com poucos efetivos, mas cujos membros eram soldados de elite, altamente treinados e moralizados. Contudo, o número de efetivos do comitato foi sendo sucessivamente aumentado, fazendo baixar o seu nível de qualidade.

## Unidades militares na Idade Média

### Alta Idade Média e Sacro Império Romano-Germânico

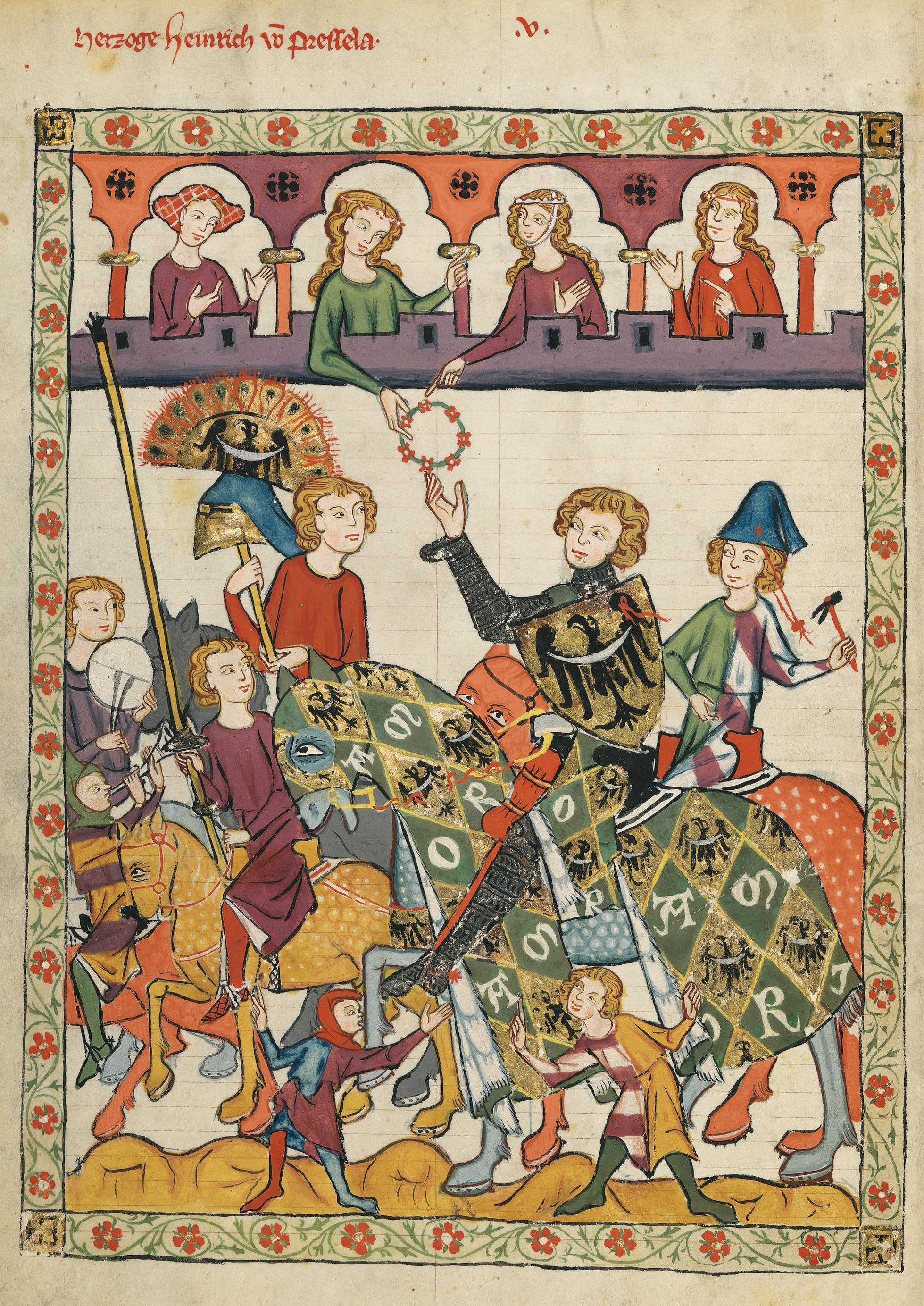
Um cavaleiro do século XIV, acompanhado por elementos da sua lança.

No decorrer dos últimos séculos do Império Romano do Ocidente, a legião dissolve-se lentamente, sendo substituída pelas instituições militares dos bárbaros. Esta evolução deveu-se ao progressivo recrutamento de pessoal bárbaro (particularmente vândalos, godos e francos) para as fileiras das legiões. A integração de pessoal não homogéneo em estruturas que se baseavam na infantaria pesada teve o efeito de transformá-las nos centros de instrução dos novos recrutas que, a certa altura, chegaram a representar 80 % dos efetivos totais. Enquanto que o armamento elementar do legionário romano era o gládio (com cerca de 50 cm de comprimento) e o escuto (que cobria praticamente todo o corpo), o armamento dos bárbaros a peados era uma espada longa (100 cm) e um escudo redondo, uma vez que o escudo romano se tornava incómodo quando se tinha que manejar uma arma do tamanho da espada bárbara. Isto obrigava à alteração da tática de infantaria que deveria agora formar em fileiras mais abertas para poder manejar as espadas longas, mas, por esse motivo, ficou mais sujeita a ataques da cavalaria pesada armada de lança. Nesta altura, tendo a infantaria pesada perdido o seu papel central na batalha, o papel de "arma decisiva" começa a ser progressivamente assumido pela cavalaria. Com a perda da importância da infantaria pesada, assume maior relevância a infantaria ligeira, menos protegida que a infantaria pesada, mas equipada com armas de arremesso. Faltam fontes escritas que descrevam as instituições militares bárbaras da época, não se sabendo com certeza se a evolução da estrutura da legião teve a ver com as tendências já existentes ou se se deveu à importação da organização militar já existente entre os bárbaros.
Com Carlos Magno, as graduações militares e nobiliárquicas foram equiparadas, uma vez que os nobres deveriam fornecer ao exército imperial um contingente de homens (mesnada), cujo tamanho dependia da extensão das suas terras (feudos). Cada nobre mantinha-se, formalmente, chefe militar da sua mesnada. Criou-se assim um sistema de unidades militares estritamente ligado à figura do chefe e à origem geográfica homogénea dos membros de cada mesnada. O conjunto das mesnadas feudais e das próprias tropas do imperador formava a hoste imperial. Ao lado dos comandos militares que eram apanágio dos nobres, criaram-se cargos militares com funções específicas, de alguns dos quais derivam as graduações militares modernas. Numa época em que a força militar residia essencialmente na cavalaria, o Conde do estábulo (comes stabuli) assumia uma elevada responsabilidade para toda a hoste. Subordinado ao condestável estava o marskalk (marechal) ou seja o ferrador. A evolução do feudalismo — que, ainda no início do século IX tornou hereditários, e já não sujeitos a revogação, os títulos de nobreza — permitiu aos nobres possuírem hostes próprias, já não sujeitas ao controlo do imperador. Por volta do final do milénio, aparecem as armas de arremesso que haveriam de varrer a cavalaria do campo de batalha. A reação da cavalaria foi a criação de uma nova unidade tática (a lança) baseada no cavaleiro, o qual era apoiado por um certo número de escudeiros, infantes e archeiros (quatro ou cinco, no total). Com o passar do tempo, as lanças foram organizadas em companhias de ordenança que, no tempo de Carlos VII de França (1453) contavam com cem cavaleiros e respetivas lanças. Como cada senhor feudal organizava o seu exército de acordo com as suas necessidades e possibilidades, nesta época, as formações militares eram extremamente variáveis, não sendo assim possível indicar uma via de evolução unitária.

### Império Bizantino
Os costumes militares do Império Romano do Oriente ou Império Bizantino evoluíram de maneira diferente, com as unidades militares a sofrerem uma evolução progressiva a partir da legião que, todavia, irá perder as suas características táticas originais, passando a assemelhar-se muito mais à antiga falange macedónica. Na verdade, a arma mais relevante do ponto de vista tático era a cavalaria pesada (catafractário), enquanto a infantaria fazia (quando podia) de pivô de manobra das ações de cavalaria, apoiada também por arqueiros a cavalo. A unidade base era a banda ou número, formada por 350 soldados. Cinco bandas formavam uma turma — cada qual, normalmente comandada por um duque — e duas turmas formavam um tema, comandado pelo general e capaz de operar independentemente sem qualquer tipo de apoio externo. Cada tema correspondia a uma região militar, enquanto que as zonas críticas onde se situavam as fortalezas mais importantes eram classificadas como clissuras (clissurae) e colocadas sob o comando de um clissurarca.
Durante todo o seu período de existência, o Império Bizantino cuidou bastante da instrução das suas tropas, as quais deveriam operar com armamento complexo, como um tipo de arco composto que obrigava a um adestramento contínuo dos soldados que o utilizavam. O treino dos soldados — que deveria ser de nível profissional e não de simples conscrito — durava longos períodos de tempo, tanto que no século VI os soldados mantinham-se nas unidades de instrução por um ano inteiro — em contraste com as apenas seis semanas da maioria dos exércitos da OTAN na segunda metade do século XX — e quando eram transferidos para as unidades de combate eram muitas vezes ainda considerados inaptos para entrar em combate.

### Árabes
Uma menção especial merecem as unidades militares árabes que, no século VII, varreram toda a região do Mediterrâneo, partindo do Próximo Oriente. As unidades árabes na Síria — que naquela época compreendia as atuais Síria, Líbano, Jordânia, Israel e Palestina — organizavam-se, à semelhança das unidades bizantinas, nas quatro regiões militares (junde) iniciais de Homs, Damasco, Jordânia e Palestina, às quais se juntou posteriormente a de Quinacerim.
Diferente foi a organização militar árabe na Península Ibérica, onde os muçulmanos se confrontaram com os cristãos durante cerca de 500 anos, no processo que — do ponto de vista cristão — ficou conhecido como a "Reconquista". Um conflito com aquela duração teve, naturalmente, uma influência considerável na organização das instituições militares de ambos os contendores. As unidades árabes, sob o califado dos Omíadas, estavam organizadas em dois kúwar (similares aos jundes), protegidos por uma linha de fortificações (thugùr), com as sedes em Saragoça e Medinaceli. As unidades de combate eram compostas tanto por tropas mercenárias (haslam), como por tropas regulares que podiam ser voluntários pagos (muttawi`a) ou combatentes pela Jihad (mugahidìn ou ahl al-ribàt) não pagos mas que obtinham um quinhão na repartição dos despojos de guerra. As tropas organizavam-se em grandes unidades de cerca de 5 000 homens (raya) de origem étnica homogénea, por sua vez divididas em unidades de 1 000 homens (´àlam) comandadas por um alcaide (al-qà´id). As ´àlam, por sua vez, dividiam-se subunidades (liwà) de 200 homens, estas em band de 40 homens e, por fim, estas em ´uqda de oito homens.
A tática árabe em combate baseava-se num pivô de manobra de soldados de infantaria armados de pique e de escudo que permitia aos archeiros atingir a infantaria inimiga com tiro indireto e à cavalaria lançar a carga final contra o dispositivo inimigo.

### Mongóis
O Império Mongol criou a única organização militar totalmente baseada na cavalaria, capaz tanto de enfrentar o inimigo pelo choque como de o envolver pelo tiro. A grande unidade de cavalaria mongol era a horda (em mongol: "ordu", significando literalmente "exército"). As hordas mongóis organizavam-se segundo uma base decimal onde dez cavaleiros formavam um "pelotão", dez pelotões um "esquadrão", dez esquadrões um "regimento" e dez regimentos uma horda de 10 000 homens. A horda era composta em cerca de 40 % por cavalaria pesada que se empenhava sobre o inimigo pelo choque com a lança. O resto das unidades era de cavalaria ligeira armada com o arco recurvo e composto (um arco laminado construído de madeira, osso ou chifre, e tendões de animais, de um tipo desenvolvido na Ásia para uso a cavalo) e com dardos. Todos os homens dispunham de dois cavalos, de modo a poderem continuar o combate se o primeiro cavalo ficasse ferido ou impedido de continuar na ação. A disciplina da horda era extremamente severa, com todos os homens sendo obrigados a obedecer imediata e totalmente às ordens recebidas.
A horda desdobrava-se em cinco linhas, sendo as duas primeiras formadas pela cavalaria pesada e as restantes de cavalaria ligeira. Depois da aproximação ao inimigo, a cavalaria ligeira atravessava as linhas da cavalaria pesada e empenhava-o à distância de tiro com arco. Em seguida, a cavalaria pesada carregava sobre o inimigo já desorganizado. O grande problema da horda era a sua logística, uma vez que o seu movimento impunha o existência de provisões para cerca de 20 000 cavalos (que consomem muito mais alimento que os humanos) e que a tornava numa unidade que só se podia manter graças ao saque dos territórios que atravessava.

## Unidades militares no Renascimento

### Mercenários germânicos
Por volta do ano 1300, aparecem na Europa, as primeiras milícias mercenárias — a maioria de origem germânica — que, constituindo forças armadas permanentes, se baseiam numa disciplina e organização muito mais rigorosas que as milícias feudais e mesmo nacionais que também aparecem naquela época. Enquanto que os mercenários suíços se organizam em bandeiras com um efetivo médio de 200 homens, os lansquenetes (Landsknechten) alemães apresentam-se com uma estrutura mais complexa em que a unidade base é o regimento (regiment) sob o comando de um coronel (Obrist ou Feldoberst), coadjuvado por vários oficiais regimentais como o capitão (Hauptmann), o tenente (Leutenant), o quartel-mestre (Quartiermeister) e o preboste (Profoss). De entre os oficiais inferiores e os soldados distinguem-se o alferes (Fänrich ou Fahnenträger), o tambor (Trommerlschläger), o pífaro (Pfeifer), o sargento (Weibel), o furriel (Fourier) e o cabo (Rottmeister). Assim, é com as tropas mercenárias que começa a distinção entre oficiais superiores, oficiais subalternos e praças. Cada regimento era composto por dez a 16 bandeiras (Fähnlein) cada qual com quatrocentos homens, subdivididas em esquadras (Rotten) de 10 soldados regulares ou esquadras de seis homens de armas (Doppelsölden, literalmente "duplo soldo") armados com espada de duas mãos (Zweihänder) e armadura completa. Para lá da divisão orgânica, os lansquenetes dividiam-se em especialidades de emprego que incluíam os piqueiros, os espingardeiros, os alabardeiros e os já referidos Doppelsölden. Por volta de 1515 — com o desenvolvimento das armas de fogo que torna obsoletos os montantes — os Doppelsölden não desaparecem, mas são transformados em piqueiros ou alabardeiros protegidos com armadura pesada. A organização das unidades militares mercenárias vai também sendo adoptada pelas milícias nacionais à medida que estas se estruturam em exércitos de carácter mais permanente.
O desdobramento tático, tanto dos piqueiros suíços como dos lansquenetes, dava-se em quadrados de 6 000 a 8 000 homens, dispostos geralmente em escalões de três quadrados, sendo que o quadrado avançado deveria funcionar eixo de manobra, bloqueando frontalmente o inimigo, enquanto que os dois quadrados recuados — geralmente menores — deveriam envolver e atacar o inimigo pelos flancos. A última nação a empregar piqueiros em combate foi a Suíça, na Batalha de Poltava em 1709. No entanto, já em 1792, a Assembleia Nacional francesa ainda chegou a propor a recriação de unidades de piqueiros.

### Espanha

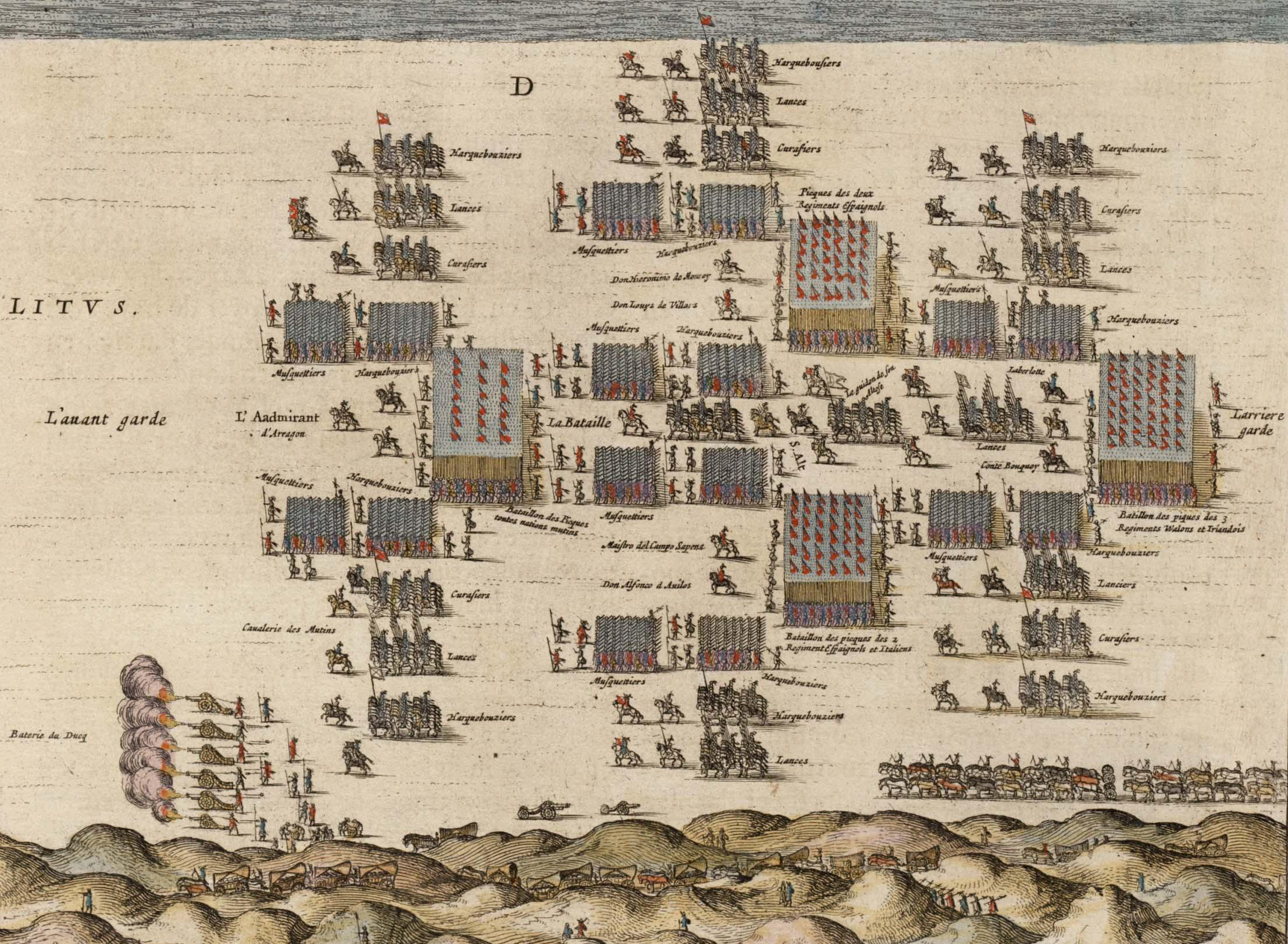
Terços formados em quatro esquadrões, com as respetivas batalhas de piqueiros e mangas de mosqueteiros, apoiados nos flancos por batalhões de cavalaria e por artilharia.

Quando, na transição da Idade Média para o Renascimento, a influência da Espanha se difunde por toda a Europa, a organização militar espanhola apresentava uma estrutura bastante eficaz, desenvolvida durante o longo processo de Reconquista da Península Ibérica aos mouros. A partir de 1534, a unidade base do Exército do Imperador Carlos V passa a ser o terço (tercio), composto por 3 000 homens, subdivididos em dez companhias, duas das quais de arcabuzeiros e as restantes de piqueiros. Cada companhia era composta por cerca de 250 soldados comandados por um capitão, coadjuvado por um alferes, um sargento e um meirinho, subdividindo-se em 10 esquadras, cada qual comandada por um cabo de esquadra. Os terços espanhóis formaram a espinha dorsal dos exércitos imperiais dos Habsburgos na Europa, sendo considerados invencíveis até à Batalha de Breitenfeld em 1631. O reduzido número de efetivos dos terços — em comparação com os quadrados suíços ou alemães, duas a três vezes maiores — derivava do facto da massa compacta formada pelos quadrados do início do Renascimento se apresentar como um alvo fácil para as armas de fogo, desenvolvidas entretanto.
O grande problema do terço — estudado por vários teóricos militares — foi sempre o de se determinar qual a proporção correta entre arcabuzeiros e piqueiros, uma vez que estas duas especialidades se completavam, mas não se substituíam. Isto levou a uma progressiva diminuição do número de piqueiros em detrimento do número de arcabuzeiros (estes, por sua vez, sendo progressivamente substituídos por mosqueteiros até desaparecerem por completo), de tal modo que, na segunda metade do século XVII já os mosqueteiros eram três vezes mais que os piqueiros. A solução definitiva do problema apareceu no final do século XVII, com a introdução da baioneta, o que permitiu a substituição, tanto dos mosqueteiros como dos piqueiros, pelos fuzileiros, que podiam desempenhar as funções táticas de ambos. No início do século XVIII, os terços já praticamente não se distinguiam dos regimentos dos outros exércitos europeus, acabando por ser transformados em unidades deste tipo.
Em combate, os terços adoptavam a formação em esquadrão, que tinha como núcleo central um grande quadrado de piqueiros (batalha), apoiado por formações de mosqueteiros (mangas) colocadas nas suas esquinas. Os terços poderiam ser apoiados por formações de cavalaria (batalhões) e por artilharia.

### Mamelucos
Na era dos mamelucos, de 1250 a 1517, a chefia dos Estado Egípcio estava a cargo do Sultão que, por inerência, exercia o comando supremo de todas as unidades militares compostas por mamelucos, bem como as da Halqa, formadas por soldados não mamelucos. As forças do Sultão organizavam-se em unidades de 100 cavaleiros mamelucos ou de 1 000 soldados não mamelucos, cada qual comandada por um Amīr mi’a muqaddam alf. Estas dividiam-se em subunidades de 40 e de 10 homens, cada qual chefiada, respetivamente, por um Amīr de 40 e por um Amīr de 10.
As unidades de cavalaria mameluca (furūsiyya) eram baptizadas com uma designação derivada do nome dos seus comandantes. Assim, a unidade comandada por al-Malik al-Zāhir era designada "Zāhiriyya" e a comandada por al-Malik al-Ashraf era designada "Ashrafiyya". O comando-geral destas unidades era exercido pelos atabegues (atābeg al-‘asākir ou simplesmente atābeg), que, na prática, desempenhavam a função de vice-Sultão.
No período circassiano, a terceira figura militar passa a ser a do dawādār kabīr, uma espécie de ministro das finanças, mas que também era responsável pela instrução da Halqa e da supervisão do barīd (chefe do serviço de contra-espionagem). A quarta figura de relevo militar era o amīr silāh (comandante dos exércitos) que, no período otomano, era apenas um funcionário palaciano adjunto ao Sultão.
Uma ponto de grave debilidade dos mamelucos — que iria levar à sua derrota pelos Otomanos em 1516-17 — foi a sua aversão às armas de fogo e à artilharia, consideradas instrumentos "vis" de combate, porque evitavam o confronto direto com o inimigo.

### Império Otomano
Durante o Renascimento e posteriormente, o poder turco otomano afirmou-se na Europa, partindo da Anatólia e expandindo-se para as regiões dos Balcãs, Hungria e Ucrânia, chegando mesmo a assediar Viena de Áustria em 1689. O Exército Otomano de finais do século XVIII baseava-se na conscrição regional, incluindo unidades especiais para desempenharem missões específicas. Particularmente apreciada era a ocad (literalmente "família") dos janízaros, responsável pela guarda pessoal do Sultão, cujos membros eram treinados desde a pré-adolescência no ofício das armas e era dotada da melhor artilharia disponível naquela época. Os janízaros organizavam-se com base na horda (orta em turco, derivada da ortu mongol), uma unidade de efetivo que podia variar das algumas centenas aos vários milhares de homens.
Depois da conquista de Constantinopla em 1453 e do consequente início da expansão pela Europa, o exército turco — ainda que mantendo uma base feudal nas sua unidades de cavalaria (akinci) — melhorou os seus já excelentes treino e armamento, ultrapassando os restantes exércitos europeus, sobretudo ao nível da artilharia.

## Unidades militares na era moderna

### Século XVIII

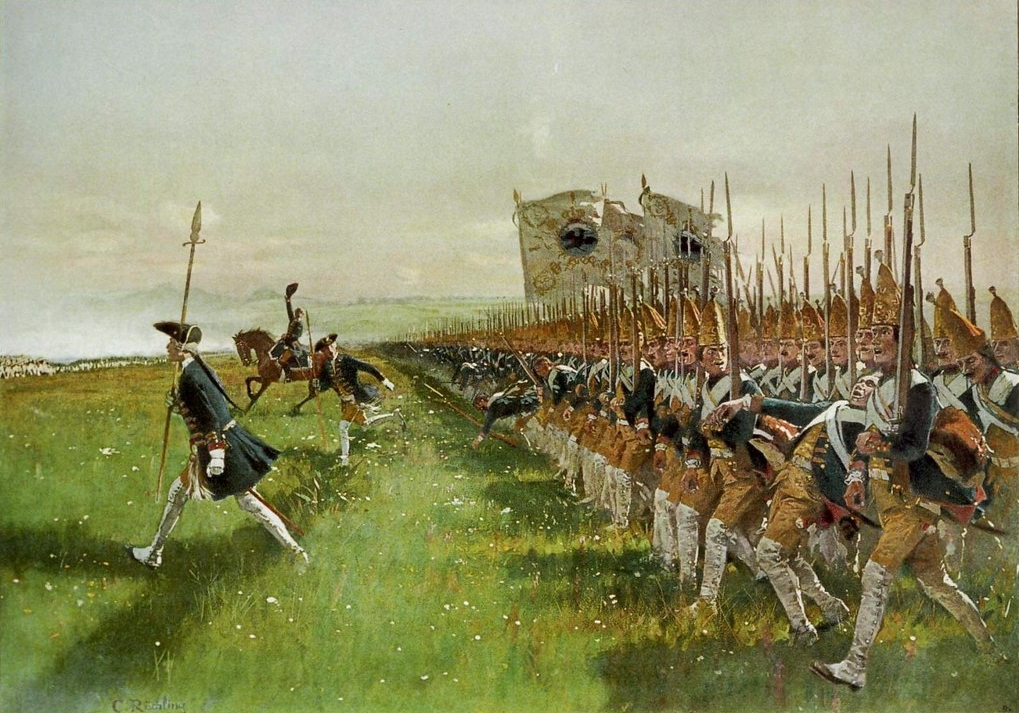
Formação linear de ataque da infantaria prussiana em 1745, com a companhia de granadeiros ocupando o flanco esquerdo.

Depois do aparecimento da espingarda de pederneira e da baioneta, desapareceram os grandes quadrados de piqueiros que haviam caracterizado o desdobramento dos exércitos das guerras renascentistas, uma vez que a superior potência de fogo das novas armas — em comparação com os mosquetes de roda — permitia ações destrutivas a maior distância e com uma cadência de tiro mais elevada. As formações de combate passam a ser lineares, ganhando em extensão da frente o que perderam em profundidade. Primeiro no Exército Britânico e logo a seguir no Exército Prussiano padronizaram-se as formações de tiro a três linhas, passando no final do século XVIII a apenas duas linhas de tiro. A principal unidade de emprego da infantaria passou a ser o batalhão, com um efetivo de cerca de 600 soldados, cada qual ocupando uma frente média de 200 m, tendo em conta três linhas de tiro com cada homem a ocupar um metro de terreno. Já a principal unidade de emprego da cavalaria tornou-se o esquadrão, com um efetivo médio de 130 soldados a cavalo. Tanto os batalhões de infantaria como os esquadrões de cavalaria agrupavam-se em regimentos, que, naquela época, eram essencialmente unidades administrativas, com poucas ou nenhumas funções táticas. Os regimentos, por sua vez agrupavam-se aos pares em brigadas e subdividiam-se em companhias. Cada regimento de infantaria integrava diversas companhias ordinárias ou do centro e uma ou mais companhias de elite ou de flanco, constituídas por granadeiros. Em termos táticos, o batalhão apresentava-se em campanha organizado em subunidades de manobra e tiro que eram as divisões de batalhão, por sua vez, subdivididas em pelotões. Inicialmente, esta organização tática ignorava a organização administrativa estruturada em companhias, o que criava problemas de comando e controlo (entre eles os provocados pelos oficiais, com este sistema, nem sempre comandarem os soldados da sua companhia em combate), levando a que as duas organizações se fundissem progressivamente.
A um nível superior, os exércitos em campanha — que na época dispunham de um reduzido número de efetivos — dividiam-se grosseiramente na vanguarda, no centro e na retaguarda que, em combate, se desdobravam, respetivamente, na ala direita, no centro e na ala esquerda. A vanguarda e a retaguarda dispunham dos seus próprios comandantes, ambos subordinados ao general chefe do exército, que também tinha a seu cargo o comando direto do centro. As três forças operavam com distâncias mínimas entre elas, de modo a poderem ser controladas conjuntamente pelo general do exército e a poderem apoiar-se mutuamente.
No século XVIII, ocorre um evento revolucionário na artilharia quando o general francês Gribeauval — baseando-se na sua experiência na Guerra dos Sete Anos que seguira como observador — transformou radicalmente a artilharia, padronizando os seus calibres e aligeirando significativamente os seus reparos. Partindo da França, a reforma de Gribeauval alargou-se a toda a Europa e praticamente ditou o desenvolvimento da artilharia até à Guerra da Crimeia. Para além da normalização dos calibres da artilharia, estabelece-se a sua subdivisão em artilharia de fortaleza, artilharia de costa, artilharia de sítio e artilharia de campanha. Enquanto que os dois primeiros ramos eram substancialmente fixos, os restantes eram móveis, tendo as suas armas montadas em reparos rodados. No que diz respeito à artilharia de campanha, à qual competia acompanhar de perto o exército em campanha, foram estabelecidos três calibres para peças (4, 8 e 12 libras) e dois para obuses (6 e 8 libras). Em termos de organização, a artilharia de campanha passou a estruturar-se em baterias de seis bocas de fogo (normalmente, cinco peças e um obus), destinadas a operar como unidades táticas no campo de batalha.

### Revolução Francesa
Durante os primeiros anos da Revolução Francesa, Lazare Carnot substituiu os antigos regimentos de infantaria do Exército Francês pelas novas 198 meias-brigadas (demi-brigades) de linha e 15 de infantaria ligeira, conservando uma reserva de 213 batalhões de infantaria em segunda linha. Cada meia-brigada seria composta por três batalhões, dos quais um regular proveniente de um dos regimentos pré-revolucionários e os dois restantes compostos por soldados conscritos. O objetivo desta organização era o de amalgamar, na mesma unidade, tropas experientes com as tropas mobilizadas na levée en masse (conscrição em massa) de modo a diluir as deficiências resultantes da falta de experiência destas. A artilharia manteve a organização do sistema Gribeauval, sendo contudo aumentado o número de batarias a cavalo. A cavalaria foi organizada em meias-brigadas de quatro esquadrões. A nível superior, foi consolidado o sistema — já testado desde a Guerra dos Sete Anos — subdividir os exércitos de campanha em divisões — cada qual constituída por duas brigadas e por um estado-maior divisionário — que, quando passam a incluir batarias de artilharia, se tornam as primeiras grandes unidades de armas combinadas.

### Guerras Napoleónicas

Organização do Grande Armée em 1805.

A maior inovação orgânica trazida por Napoleão Bonaparte foi a criação do corpo de exército. Com Napoleão, o comando de todas as Forças Armadas Francesas foi concentrado no Imperador, mas, como as condições operacionais não permitiam a sua presença nos diversos pontos da frente de combate, que agora se podia estender por centenas de quilômetros, foi necessário subdividir o exército em corpos de exército de dimensões mais reduzidas. Por esta altura, deu-se a verdadeira revolução na arte da guerra, quando os corpos de exército deixaram de ser simplesmente comandos delegados do Imperador para o mesmo poder controlar os escalões inferiores das suas tropas, transformando-se em pequenos exércitos autônomos. Os vários corpos de exército deslocavam-se em conjunto, a um dia de marcha de distância uns dos outros. Quando o primeiro corpo se deparava com o inimigo, o mesmo poderia resistir o tempo necessário para os restantes convergirem sobre o campo de batalha, fazendo então de eixo de manobra do ataque dos outros corpos contra o inimigo. Dentro de cada corpo de exército, as divisões seriam empregues de modo análogo. Cada corpo era comandado por um marechal e composto de um número variável de divisões, dependente das necessidades táticas, que mantinha o inimigo na incerteza do número real das forças francesas presentes.
Quando foi organizado, o Grande Armée (Grande Exército) estruturava-se segundo uma orgânica bem precisa que incluía sete corpos de exército, em cada um dos quais estavam presentes as armas de infantaria, de cavalaria e de artilharia. Assim, cada corpo de exercito incluía entre duas e quatro divisões de infantaria, uma divisão ou brigada de cavalaria ligeira e seis baterias de artilharia. Além destes corpos, ainda existia o corpo de cavalaria de reserva composto por duas divisões de couraceiros, cinco divisões de dragões (um das quais apeada), uma divisão de cavalaria ligeira e quatro batarias a cavalo. A estas unidades, ainda se ajuntavam várias unidades da Guarda de efetivo variável.
Em termos de escalões menores, o Grande Armée tinha o batalhão como unidade tática de base da infantaria, o qual se subdividia em oito companhias. Dois ou três batalhões formavam um regimento e dois ou três regimentos formavam uma brigada. A divisão era a unidade de uma só arma (não contanto a artilharia) de escalão mais elevado, sendo formada por duas ou três brigadas e por uma bataria de apoio direto de 4, 6 ou 8 libras. No que diz respeito à cavalaria, a unidade tática de base era o esquadrão, formado por duas companhias. Os regimentos de cavalaria pesada (couraceiros e carabineiros) eram compostos por quatro esquadrões, os de dragões por cinco esquadrões e os de cavalaria ligeira por entre quatro e oito esquadrões. Enquanto que a cavalaria pesada e os dragões se organizavam em divisões, a cavalaria ligeira era adida aos corpos de exército a nível de brigada. Em relação à artilharia, a mesma organizava-se administrativamente em regimentos a pé subdivididos em 27 companhias e regimentos a cavalo subdivididos em sete ou oito companhias. Em termos táticos, a unidade de emprego da artilharia era bataria de seis peças e dois obuses.

## Unidades militares contemporâneas

### Primeira Guerra Mundial

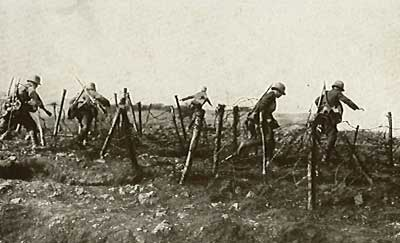
Esquadra de assalto das Stosstruppen (tropas de assalto alemãs), ultrapassando uma barreira de arame farpado, durante a Primeira Guerra Mundial.

Depois da época napoleónica, o sistema de corpos de exército foi adoptado pela maioria dos outros exércitos ocidentais, mantendo-se a divisão essencialmente como uma unidade de uma única arma até ao final da Primeira Guerra Mundial, ainda que dotada de artilharia própria. No decurso daquela guerra, o regimento tornou-se na principal unidade de emprego tático, em virtude das frentes restritas e congestionadas onde operavam as tropas, enquanto que a brigada e a divisão se restringiam ao desempenho de funções meramente administrativas e o corpo de exército a funções de grande tática. Dadas as suas funções redundantes, a brigada virá inclusive a desaparecer completamente da organização das divisões depois do final da Guerra, ficando os regimentos diretamente dependentes do comando divisionário.
Depois de 1916, o Exército Alemão iniciou o desenvolvimento de novas táticas de infantaria que se baseavam na iniciativa e autonomia dos comandantes dos escalões inferiores. As novas táticas — salientando a importância das pequenas unidades — fizeram restaurar a importância tática do batalhão, que deixou de ser uma mera subdivisão administrativa do regimento, passando a ser a unidade elementar de emprego operacional. Os pelotões e as frações menores (secções e esquadras) deixam ser meras subdivisões administrativas das companhias e transformam-se em unidades táticas. A esquadra de oito a dez soldados, comandada por um cabo ou sargento e dotada de uma metralhadora ligeira assume um papel tático fundamental nas manobras de assalto da infantaria. Nos restantes exércitos envolvidos na Primeira Guerra Mundial, esta revolução tática não ocorreu senão depois do final do conflito, altura em que tiveram acesso e puderam estudar os documentos teóricos do Estado-Maior General alemão.
No decurso da Guerra, a arma com a maior evolução orgânica foi a artilharia, então dividida em artilharia divisionária, artilharia de corpo e artilharia de exército, subdivisões correspondentes aos vários escalões das grandes unidades a que estavam adidas. Esta subdivisão, com base na orgânica, também se refletia nos calibres, uma vez que a artilharia divisionária — colocada próxima da primeira linha — deveria ser suficientemente móvel para, em pouco tempo, fugir ao tiro de contra-bateria inimigo e ocupar uma nova posição tiro, não podendo assim dispor de um calibre excessivamente elevado. De igual modo, os calibres da artilharia de corpo eram maiores e as peças da artilharia de exército dispunham de calibres tão elevados que, frequentemente, estavam montadas em vagões ferroviários e necessitavam de inúmeros serventes para as carregar.

### Forças mecanizadas
Depois do final da Primeira Guerra Mundial, o desenvolvimento do carro de combate e de outros meios mecanizados, que já vinham daquele conflito, fomenta o estudo de um novo tipo de divisão de armas combinadas a ser equipada com aqueles meios, o que levou inicialmente ao aparecimento de divisões de cavalaria que incorporavam batalhões ou companhias blindadas. O desenvolvimento das forças mecanizadas levou — na segunda metade da década de 1930 — à criação das novas divisões blindadas, verdadeiras unidades de armas combinadas que integravam tanto regimentos blindados como regimentos de infantaria. Para poderem acompanhar de perto os carros de combate, os regimentos de infantaria das divisões blindadas foram equipados com viaturas motorizadas ou mesmo blindadas. Também se dá a convergência entre as forças mecanizadas e a artilharia com o desenvolvimento da artilharia autopropulsada, equipada com bocas de fogo montadas em chassis de carros de combate. A orgânica das divisões blindadas de quase todos os exércitos passa a ser semelhante, compreendendo dois ou três regimentos de carros de combate, um regimento de infantaria motorizada ou mecanizada e um regimento de artilharia autopropulsada, além de outras unidades de apoio.

### Segunda Guerra Mundial
Durante a Segunda Guerra Mundial, a larga dispersão das tropas pelas zonas de combate constituía uma realidade totalmente distinta da que tinha ocorrido na Primeira Guerra Mundial, na qual as tropas se concentravam em frentes muito estreitas. A nova realidade obrigou à alteração da orgânica militar de modo a adaptar-se às novas condições do campo de batalha. Os batalhões voltaram a ser as principais unidades de emprego operacional, sendo coordenados a nível de divisão para a realização de operações em larga escala. O corpo de exército passou a ser uma unidade praticamente administrativa, mas, dado o grande número de tropas empenhadas nos vários teatros de operações desenvolveu-se uma unidade de escalão superior ao exército que foi grupo de exércitos.
Com o decorrer da Guerra, tornou-se claro que a divisão não era a grande unidade mais adaptada à guerra do movimento, a qual obrigava frequentemente à existência de unidades de manobra de menor dimensão, mas autossuficientes em termos de apoio de fogo e de apoio logístico. Por esta razão, em 1941, o Exército Alemão reorganizou as suas Panzerdivisionen (divisões blindadas), transformando-as em divisões binárias, compostas por um regimento blindado e outro de infantaria mecanizada, além das unidades de artilharia e de apoio logístico. No entanto nem sequer esta redução orgânica foi suficiente e, na segunda metade da Guerra, sobretudo depois do Desembarque da Normandia, os comandantes alemães de divisão recorreram cada vez mais aos Kampfgruppen (grupos de combate), que consistiam em agrupamentos táticos de armas combinadas de composição variável, criados a título eventual para a realização de missões específicas. No Exército dos EUA, a divisão ternária de infantaria, quando necessário, é dividida em regimental combat teams (RCT, equipas de combate regimentais), análogas aos Kampfgruppe, mas mantendo uma orgânica baseada num dos regimentos divisionários, ao qual era adido um grupo de artilharia, segundo um conceito que irá derivar na brigada do pós-Guerra. Já as divisões blindadas dos EUA foram organizada de outra forma, na qual os diversos batalhões não estavam integrados em regimentos mas sim diretamente dependentes da divisão, a qual dispunha de dois comandos subalternos, os combat commands (comandos de combate) A e B. Estes combat commands não tinham forças permanentemente atribuídas, assumindo o controlo operacional de vários batalhões e outras unidades de apoio, atribuídas à medida da missão a desempenhar, num conceito também muito semelhante ao do Kampfgruppe. O Exército dos EUA irá combater na Guerra da Coreia, ainda com esta estrutura.

### Guerra Fria
Depois da Segunda Guerra Mundial, no período da Guerra Fria, as divisões de quase todos exércitos da OTAN adoptaram uma organização ternária, segundo o modelo norte-americano. Passaram a existir dois tipos principais de divisões (infantaria e blindadas) que eram definidos pela combinação dos tipos de regimentos que integravam. Assim, a divisão de infantaria combinava dois regimentos de infantaria com um blindado e, inversamente, a divisão blindada combinava dois regimentos blindados com um de infantaria mecanizada. Também seguindo o modelo norte-americano das RCT, as divisões podiam articular-se em agrupamentos táticos compostos por infantaria, carros de combate e artilharia.
Durante a década de 1950, assumindo que as forças terrestres deveriam manter a capacidade de combate em caso de guerra nuclear, o Exército dos EUA experimentou alterar a orgânica das suas divisões, transformando-as nas chamadas "divisões pentómicas", que se articulavam em cinco agrupamentos mistos — com o tamanho de um batalhão reforçado e, portanto, bastante menores que as anteriores RCT — compreendendo, cada um, companhias de carros de combate, companhias de infantaria e baterias de artilharia. Contudo, as divisões pentónicas não passaram do nível experimental, sendo abandonadas no início da década de 1960, altura em que se voltou a uma organização na qual a divisão se estruturava em três comandos de combate, que viriam a redesignar-se "brigadas", sem unidades permanentemente atribuídas. As subunidades da divisão voltaram a ser os convencionais batalhões de uma única arma. Foi com esta organização que o Exército dos EUA combateu na Guerra do Vietname, sendo mantida até à década de 1990. Os restantes países da OTAN continuaram a seguir os EUA, também alterando a estrutura regimental das suas divisões para uma estrutura mais flexível baseada na brigada, autossuficiente e dotada de apoio direto de artilharia. Por outro lado, ao contrário do Exército dos EUA, alguns outros exércitos da OTAN estabeleceram uma orgânica fixa e predefinida para as suas brigadas.
Pelo contrário, os exércitos do Pacto de Varsóvia mantiveram sempre a organização das divisões em três regimentos de manobra (carros de combate ou infantaria), não adoptando a brigada. No entanto, os regimentos de carros e de infantaria foram sendo acrescentados com subunidades próprias de artilharia antiaérea, engenharia e logística, de tal modo que acabaram por se tornar praticamente equivalentes às brigadas dos exércitos da OTAN.

### Forças expedicionárias anfíbias
No âmbito das Forças Armadas dos EUA, o seu Corpo de Marines desenvolveu-se como uma força de características peculiares que incluíam o facto de ser um ramo autónomo, de integrar forças aéreas e terrestres e de ser vocacionado para a realização de operações expedicionárias. Assumindo-se como a principal força de intervenção dos EUA no estrangeiro, os Marines desenvolveram uma orgânica própria adequada a esse tipo de operações, paralela à sua orgânica convencional onde as forças de superfície estão estruturadas em divisões triangulares. Assim, a partir de 1962, foram estabelecidas as marine air-ground task forces (MAGTF, forças-tarefa aeroterrestres marines) que consistem em forças-tarefa de armas combinadas (incluindo forças aéreas), de caráter eventual, talhadas para a realização de uma missão específica no âmbito de uma operação anfíbia ou outra operação de projeção de forças. Cada MAGFT é composta por um elemento de comando, um elemento de combate de superfície, um elemento de combate de aviação e um elemento de combate logístico. Existem três escalões de MAGFT, que são a marine expedicionary unit (MEU, unidade expedicionária marine), a marine expedicionary brigade (MEB, brigada expedicionária marine) e a marine expedicionary force (MEF, força expedicionária marine). Cada MEU baseia-se num quartel-general (elemento de comando), batalhão de infantaria reforçado com artilharia e carros de combate (elemento de superfície), esquadrão de aeronaves de asa fixa ou rotativa (elemento de aviação) e batalhão logístico (elemento logístico), aos quais poderão ser acrescentados outros elementos às medidas das necessidades. Analogamente, a MEB baseia-se num regimento reforçado, num grupo de aviação e num grupo logístico e a MEF baseia-se numa divisão de marines, numa ala de aviação e num agrupamento logístico.
Esta estrutura foi adoptada por uma grande parte dos corpos de fuzileiros e de infantaria naval de vários outros países do mundo.

### Forças multinacionais

Organograma padrão de uma brigada independente baseada no blindado Stryker do Exército do EUA.

Com o fim da Guerra Fria, a maioria dos exércitos começou a reorientar as suas prioridades para a realização de operações de paz, no âmbito de forças multinacionais. Paralelamente, a maioria dos países ocidentais extinguiu o serviço militar obrigatório, apostando em exércitos profissionais, compostos por um menor número de efetivos. As divisões — que até aí foram a base da organização dos exércitos — mostraram-se inadequadas para a nova realidades pois, por um lado, tinham um número demasiadamente elevado de efetivos (cerca de 12 mil nas divisões da OTAN) para um controlo eficaz das unidades no campo de batalha e, por outro lado, constituíam uma estrutura demasiado rígida para o desempenho das operações de paz que agora constituíam o empenhamento típico dos exércitos ocidentais. Por este motivo, a tendência foi a da eliminar a divisão da orgânica, transformando-se a brigada independente na principal grande unidade, agora dotada de um maior número de subunidades de manobra e de apoio.
Alguns exércitos mantiveram estruturas divisionárias que agora se limitavam a estados-maiores e alguns elementos de transmissões, sem forças permanentemente atribuídas, mas capazes de assumir o controlo de uma força projetável puramente nacional ou multinacional, composta por várias brigadas e talhada para o desempenho de uma determinada missão.
O caráter multinacional da União Europeia levou à criação, no seu âmbito, dos agrupamentos de batalha da União Europeia (EU battlegroups) como elementos de execução da sua Política de Defesa e de Segurança Comum. Estes agrupamentos de batalha são forças de vários tipos, integrando normalmente tropas de vários países e constituídas por entre 1 500 e 2 500 efetivos. Entre os principais encontram-se a Brigada Franco-Alemã (agrupamento mecanizado integrando forças da França e da Alemanha), a Eurofor (agrupamento de intervenção rápida, com forças da França, Itália, Espanha e Portugal), a SIAF (agrupamento anfíbio, com forças da Espanha, Itália, Portugal e Grécia) e o Agrupamento de Batalha Nórdico (agrupamento terrestre, aéreo e naval, composto por forças da Suécia, Finlândia, Noruega, Estónia e Irlanda).